# The Liberty of Norton Folgate
Albums de Madness
Madness Live: To the Edge of the Universe and Beyond
(2006) Total Madness
(2009)
Singles
1. NW5
Sortie : 14 janvier 2008
2. Dust Devil
Sortie : 11 mai 2009
3. Sugar and Spice
Sortie : 3 août 2009
4. Forever Young
Sortie : 18 janvier 2010

The Liberty of Norton Folgate est le dixième album studio de Madness, sorti le 18 mai 2009.
L'album s'est classé 5e au UK Albums Chart.

## Liste des titres
| No  | Titre                         | Auteur                           | Durée |
| --- | ----------------------------- | -------------------------------- | ----- |
| 1.  | Overture                      | Mike Barson                      | 1:07  |
| 2.  | We Are London                 | Cathal Smyth                     | 3:40  |
| 3.  | Sugar and Spice               | Barson                           | 2:52  |
| 4.  | Forever Young                 | Graham McPherson                 | 4:36  |
| 5.  | Dust Devil                    | - Lee Thompson - Daniel Woodgate | 3:44  |
| 6.  | Rainbows                      | - Thompson - Woodgate            | 3:22  |
| 7.  | That Close                    | - McPherson - Chris Foreman      | 4:10  |
| 8.  | MK II                         | - McPherson - Smyth              | 2:22  |
| 9.  | On the Town                   | - Woodgate - Barson              | 4:32  |
| 10. | Bingo                         | - Thompson - Barson              | 4:06  |
| 11. | Idiot Child                   | - Thompson - Barson              | 3:18  |
| 12. | Africa                        | Barson                           | 4:19  |
| 13. | NW5                           | - Thompson - Barson              | 4:14  |
| 14. | Clerkenwell Polka             | Smyth                            | 4:20  |
| 15. | The Liberty of Norton Folgate | - McPherson - Barson - Smyth     | 10:10 |

## Personnel

### Musiciens
- Suggs : chant
- Mike Barson : claviers
- Chris Foreman : guitare
- Mark Bedford : basse
- Lee Thompson : saxophone
- Daniel Woodgate : batterie
- Chas Smash : chœurs

### Musiciens additionnels
- Rhoda Dakar : chant sur On the Town
- Graham Bush : basse additionnelle
- Steve Turner : saxophone
- Joe Aukland : trompette
- Mike Kirsey : trombone
- Mark Brown : clarinette
- Dave Powell : tuba
- Jim Parmley : percussions
- Simon Hale : piano additionnel
- Nick Holland : violoncelle
- Chris Pitsilledes : alto
- Emil Chakalov, Julian Leaper, Martin Burgess, Sue Briscoe : violons

## Certifications
| Pays              | Certification | Unités certifiées |
| ----------------- | ------------- | ----------------- |
| Royaume-Uni (BPI) | Or            | 100 000           |